# Groupe de NGC 2836
Le groupe de NGC 2836 comprend au moins trois galaxies situées dans les constellations de la Carène et du Poisson volant. La distance moyenne entre ce groupe et la Voie lactée est d'environ 25,8 Mpc (∼84,1 millions d'al). 

## Membres
Le tableau ci-dessous liste les trois galaxies qui sont indiquées sur le site « Un Atlas de l'Univers » créé par Richard Powell.  
| Nom       | Constellation  | Classification | Type           | α (J2000.0)   | δ (J2000.0)  | Vitesse radiale (km/s) | Magnitude apparente | Distance (Mpc) | Diamètre (kal) |
| --------- | -------------- | -------------- | -------------- | ------------- | ------------ | ---------------------- | ------------------- | -------------- | -------------- |
| NGC 2836  | Carène         | SA(rs)bc?      | Spirale        | 09h 13m 44.6s | -69° 20′ 05″ | 1695 ± 6               | 11,8                | 27,3 ± 1,9     | 70             |
| NGC 2788  | Carène         | Sab?           | Spirale        | 09h 09m 03.0s | -67° 55′ 57″ | 1641 ± 10              | 12,3                | 26,6 ± 1,9     | 48             |
| ESO 60-19 | Poisson volant | SB(s)d         | Spirale barrée | 08h 57m 26.7s | -69° 03′ 36″ | 1443 ± 4               | 11,3                | 23,5 ± 1,7     | 122            |

Le site DeepskyLog permet de trouver aisément les constellations des galaxies mentionnées dans ce tableau ou si elles ne s'y trouvent pas, l'outil du site constellation permet de le faire à l'aide des coordonnées de la galaxie. Sauf indication contraire, les données proviennent du site NASA/IPAC.